# Labiostomella gisleni
Labiostomella gisleni är en mossdjursart som först beskrevs av Silén 1941.  Labiostomella gisleni ingår i släktet Labiostomella och familjen Labiostomellidae. Inga underarter finns listade i Catalogue of Life.